# Argument privatnog jezika
Argument privatnog jezika tvrdi da je jezik razumljiv samo jednom čovjeku nedosljedan, a predstavio ga je Ludwig Wittgenstein u svojim kasnijim djelima, posebno u filozofskim istraživanjima. Argument je bio središte filozofske rasprave u drugoj polovici 20. stoljeća. 
U Istraživanjima, Wittgenstein ne iznosi svoje argumente na sažet i linearan način; umjesto toga, opisuje posebna korištenja jezika, i potiče čitatelja da razmisli o posljedicama takvog korištenja. Kao posljedica toga, postoji značajna rasprava o prirodi argumenta i njegove upletenosti. Zaista, postalo je općeprihvaćeno govoriti o argumentu privatnog jezika.
Povjesničari filozofije vide prethodnike argumenta privatnog jezika u različitim izvorima, posebno u radovima Gottloba Fregea i Johna Lockea. Locke je također istaknuti predstavnik cilja argumenta, jer je predložio u svom eseju relativnog ljudskog razumijevanja, da označitelj riječi je ideja koja stoji iza toga.